# أنطونيو غارسيا (سائق سيارة سباق)
أنطونيو غارسيا (بالإسبانية: Antonio García) (و. 1980  م) هو سائق سيارة سباق إسباني، ولد في مدريد، شارك في لو مان 24 ساعة.

## روابط خارجية
- أنطونيو غارسيا على موقع DriverDB.com (الإنجليزية)